# Larissa Kalaus
Larissa Kalaus (* 24. Juni 1996 in Zagreb, Kroatien) ist eine kroatische Handballspielerin, die dem Kader der kroatischen Nationalmannschaft angehört.

## Karriere

### Im Verein
Kalaus spielte anfangs Handball beim kroatischen Verein RK Mlinar. Nachdem sich ihre erste Mannschaft begann aufzulösen, wurde sie im Jahr 2008 von einem Jugendtrainer von ŽRK Podravka Koprivnica zum Probetraining eingeladen. Anschließend durchlief die Rechtshänderin dort mehrere Jugendmannschaften. Zur Saison 2013/14 wechselte die Rückraumspielerin zum kroatischen Erstligisten ŽRK Koka Varaždin.
Kalaus lief ab der Saison 2015/16 für den Ligakonkurrenten ŽRK Lokomotiva Zagreb auf. Mit Lokomotiva gewann sie in der Saison 2016/17 den EHF Challenge Cup. Mit insgesamt 55 Treffern belegte sie den zweiten Platz in der Torschützenliste. In der darauffolgenden Spielzeit erreichte Lokomotiva zwar nur das Halbfinale, jedoch gewann Kalaus diesmal mit 58 Toren die Torschützenkrone. 2018 gewann sie mit Lokomotiva den kroatischen Pokal. Beim 29:19-Finalerfolg gegen ihren ehemaligen Verein Podravka Koprivnica warf sie elf Tore. Kalaus verlor mit Lokomotiva das Finale des EHF European Cups 2020/21 gegen die spanische Mannschaft Rincón Fertilidad Málaga. Mit 49 Treffern war sie die erfolgreichste Torschützin des Wettbewerbs. Eine Woche nach dem verlorenen Europapokalfinale gewann sie mit Lokomotiva den kroatischen Pokal. Im Sommer 2021 kehrte sie zum ŽRK Podravka Koprivnica zurück. Mit Podravka Koprivnica gewann sie 2024 kroatische Meisterschaft sowie 2022, 2023 und 2024 den kroatischen Pokal. Seit der Saison 2024/25 steht sie beim ungarischen Erstligisten Kisvárdai KC unter Vertrag.

### In der Nationalmannschaft
Kalaus nahm mit Kroatien an der Europameisterschaft 2018 teil, bei der die Mannschaft nach der Vorrunde ausschied. Im Turnierverlauf erzielte sie insgesamt acht Treffer. Zwei Jahre später gewann sie bei der Europameisterschaft die Bronzemedaille. Kalaus steuerte 23 Treffer zum Erfolg bei. 2022 nahm Kalaus erneut an der Europameisterschaft teil, bei der sie vier Treffer erzielte. Ein Jahr später belegte sie mit Kroatien bei der Weltmeisterschaft den 14. Platz.

## Sonstiges
Ihre Zwillingsschwester Dora, die jedoch Linkshänderin ist, spielt ebenfalls Handball.